# Platylabus decipiens
Platylabus decipiens är en stekelart som beskrevs av Wesmael 1848. Platylabus decipiens ingår i släktet Platylabus och familjen brokparasitsteklar. Arten är reproducerande i Sverige. Inga underarter finns listade i Catalogue of Life.